# Ixorida pseudoregia
Ixorida pseudoregia är en skalbaggsart som beskrevs av Franz Antoine 1986. Ixorida pseudoregia ingår i släktet Ixorida och familjen Cetoniidae.

## Underarter
Arten delas in i följande underarter:
- I. p. borneensis
- I. p. malayensis
- I. p. diehli